# Cuba (Nowy Jork)
Cuba – miasto w hrabstwie Allegany, w stanie Nowy Jork, w Stanach Zjednoczonych. Leży na południe od nowojorskiego miasta – Buffalo.
W miasteczku urodził się w roku 1836 i spędził dzieciństwo Charles Ingalls – ojciec Laury Ingalls Wilder, znanej z serii książek "Domek na prerii". Aktualnie natomiast zamieszkuje tu amerykański pisarz Rictor Norton.

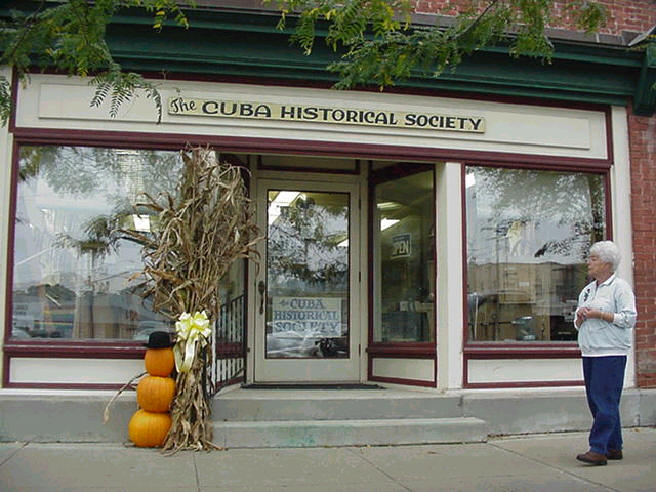
Centrum Cuby